# 1705 aux échecs
| Années des échecs : 1702 - 1703 - 1704 - 1705 - 1706 - 1707 - 1708    |
| Décennies des échecs : 1670 - 1680 - 1690 - 1700 - 1710 - 1720 - 1730 |

Cet article présente les faits marquants de l'année 1705 aux échecs.

## Naissances
2 septembre : Philippe Stamma, un des meilleurs joueurs de son époque, il perd le match au sommet contre Philidor.